# Le Retour de Maxime
Série Trilogie de Maxime
La Jeunesse de Maxime
(1935) Maxime à Vyborg
(1938)
Pour plus de détails, voir Fiche technique et Distribution.
Le Retour de Maxime (Возвращение Максима, Vozvrashchenie Maksima) est un film soviétique réalisé par Grigori Kozintsev et Leonid Trauberg, sorti en 1937,.

## Fiche technique
- Photographie : Andreï Moskvin
- Musique : Dmitri Chostakovitch
- Décors : Evgeniï Eneï